# Zurab Yaparidze
Zurab Yaparidze (en georgiano: ზურაბ ჯაფარიძე; Tiflis, 12 de julio de 1976) es un político libertario georgiano, cofundador de Girchi y luego de su escisión, Girchi-Más Libertad.

## Biografía
Yaparidze se graduó en la Universidad Médica Estatal de Tiflis en 1999, en el Instituto Georgiano de Asuntos Públicos en 2005 y luego en la Escuela de Negocios de la Universidad George Washington. Desde 1998, ha trabajado para varios programas de asistencia para Georgia financiados por Occidente. Fue profesor en el Instituto Georgiano de Asuntos Públicos (2005-2011) y en la Universidad Libre de Tiflis desde 2011. De 2010 a 2012 también fue columnista de la revista Tabula.
Yaparidze comenzó su carrera política en 2012, cuando se unió al partido Movimiento Nacional Unido y fue uno de los candidatos a la nominación presidencial de la MNU de 2013. Entre 2012 y 2016, Yaparidze fue miembro del Parlamento de Georgia y secretario ejecutivo del MNU, partido que abandonó en mayo de 2015.
En 2016, Yaparidze estableció un partido libertario de derecha llamado Girchi con otros cuatro legisladores que abandonaron el MNU. El partido surgió como uno de los más firmes defensores de la legalización del cannabis en Georgia. En 2018, Yaparidze se presentó a las elecciones presidenciales de Georgia y recibió el 2,26% del número total de votos. Durante la campaña electoral, Yaparidze publicó sus carteles electorales en el sitio porno Pornhub.
En 2020 fue elegido diputado por Girchi, aunque renunció a su mandato tras abandonar el partido. En diciembre de ese mismo año, Yaparidze fundó Girchi - Más Libertad.

## Detención
En mayo de 2025, un tribunal georgiano multó con 5,000 gel a Yaparidze y le restringió su derecho a portar armas debido a su negativa a comparecer ante una comisión parlamentaria creada por el gobierno que investigaba presuntos crímenes cometidos por el partido anteriormente gobernante, Movimiento Nacional Unido (MNU), a pesar de que Yaparidze no ocupo ningún cargo durante el gobierno del MNU.  Yaparidze respondió que no pagaría la multa y no descartó la posibilidad de ser arrestado por ello, denunció que la investigación parlamentaria es ilegítima y que está indebidamente influenciada por el partido gobernante. Fue llamado a comparecer nuevamente ante la comisión parlamentaria el día 22 de mayo.
El 22 de mayo, la policía georgiana arrestó a Yaparidze después de negarse nuevamente a presentarse ante la comisión parlamentaria, un tribunal ordenó su prisión preventiva.

## Ideas políticas
Yaparidze tiene opiniones libertarias y fuertemente prooccidentales, defensor de la membresía de Georgia en la OTAN y en la Unión Europea. Las políticas económicas de Yaparidze se centran en la desregulación del mercado y el desarrollo del potencial macroeconómico del país. También ha abogado activamente por impuestos bajos, un gobierno pequeño, la descentralización del gobierno y la privatización de la propiedad estatal. Yaparidze también apoya la legalización de la marihuana en Georgia.